# Славова, Милена
Милена Славова (болг. Милена Славова), также известная под псевдонимом Милена (родилась 24 февраля 1966 в Софии) — болгарская певица, панк-рок-музыкант, одна из основательниц рок-группы «Ревю» и лидер собственной группы «Милена».

## Биография
Милена стала известна на болгарской сцене стараниями братьев Аргировых в 1984 году как провокативная рок-певица. В 1986 году ею с Василом Гюровым, Вылко Андреевым и Кириллом Манчевым была основана группа «Милена» (позднее — «Ревю»), с которой она выпустила альбом «Милена+Ревю» в 1989 году. С 1986 по 1990 годы Милена дала семь концертов в СССР, а также выступила на фестивале в Сан-Ремо в 1990 году. Далее она начала свою сольную карьеру, издав в 1991 и 1993 годах альбомы «Ха-Ха» и «Скандал» в 1993 году.
В 1993 она переехала в Великобританию, где прожила 6 лет и издала англоязычный альбом «Sold». Стала первой болгарской, выступившей в престижном лондонском клубе Marquee Club. Вернувшись в Болгарию в 1998 году, она издала собственный сборник «The best +», куда вошли 14 песен в новой обработке.
Милена также вернулась в состав «Ревю», но в 2002 году ушла окончательно из её состава и сделала ставку на сольную карьеру. В настоящее время она проживает и в Софии, и в Лондоне. 28 ноября 2009 она дала концерт в зале «Универсиада», пригласив самых известных рок-музыкантов и рок-групп Болгарии. Концерт стал самым масштабным музыкальным событием года в Болгарии; на нём звучали песни и в акустической версии.
С 2012 года на болгарском телеканале БНТ 2 выходила её музыкальная программа «Рок с Миленой», в которой Милена представляла молодёжные рок-коллективы.
Милена несколько раз была в браке и воспитывает дочь, родившуюся в 2008 году от англичанина Тони. По собственному убеждению, Милена совмещает как минимум 56 различных профессий и призваний.

## Дискография
- Милена+Ревю (1989)
- Ха-ха (1991)
- Скандалът (1993)
- The best + (1999)
- Sold (1994)
- 10 (2002)
- 13 (2015)